# Аржан-Минервуа
Аржа́н-Минервуа́ (фр. Argens-Minervois) — коммуна во Франции, находится в регионе Лангедок — Руссильон. Департамент коммуны — Од. Входит в состав кантона Лезиньян-Корбьер. Округ коммуны — Нарбонна.
Код INSEE коммуны — 11013.

## Население
Население коммуны на 2008 год составляло 380 человек.
| 1962 | 1968 | 1975 | 1982 | 1990 | 1999 | 2008 |
| ---- | ---- | ---- | ---- | ---- | ---- | ---- |
| 210  | 232  | 210  | 218  | 293  | 330  | 380  |

## Экономика
В 2007 году среди 242 человек в трудоспособном возрасте (15—64 лет) 153 были экономически активными, 89 — неактивными (показатель активности — 63,2 %, в 1999 году было 60,3 %). Из 153 активных работали 135 человек (81 мужчина и 54 женщины), безработных было 18 (9 мужчин и 9 женщин). Среди 89 неактивных 22 человека были учениками или студентами, 38 — пенсионерами, 29 были неактивными по другим причинам.

## Достопримечательности
- Замок XIV века
- Средневековая деревня
- Шлюз Южного канала

## Фотогалерея
- Аржан-Минервуа
- Шлюз Южного канала